# 육애신
6애신(六愛身, 산스크리트어: ṣaṭ tṛṣṇā-kāyāḥ, 영어: six classes of craving)은 12연기의 제8지분인 애(愛) 즉 애욕(愛欲) · 애결(愛結) · 갈애(渴愛) · 탐(貪) · 미착(味著) · 집착(執著) · 탐착(耽著)의 마음작용을 그것의 발동근거인 6근(六根)에 따라 6종으로 나눈 것이다.
6애신(六愛身)에서 신(身)은 집합 또는 복수를 나타내는 복수형 접미사로, 6애신은 6애(六愛)와 같은 말이다.
경전과 논서에 따라 6사신의 각각을 지칭하는 명칭이 약간 다른데 《잡아함경》 등의 구역(舊譯)에서는 안촉생애(眼觸生愛) · 이촉생애(耳觸生愛) · 비촉생애(鼻觸生愛) · 설촉생애(舌觸生愛) · 신촉생애(身觸生愛) · 의촉생애(意觸生愛)라고 하고 있다.
또한, 복수형 접미사 신(身)을 붙여서 안촉생애신(眼觸生愛身) · 이촉생애신(耳觸生愛身) · 비촉생애신(鼻觸生愛身) · 설촉생애신(舌觸生愛身) · 신촉생애신(身觸生愛身) · 의촉생애신(意觸生愛身)이라고도 한다.
《품류족론》《발지론》《대비바사론》 등의 신역(新譯)에서는 안촉소생애(眼觸所生愛) · 이촉소생애(耳觸所生愛) · 비촉소생애(鼻觸所生愛) · 설촉소생애(舌觸所生愛) · 신촉소생애(身觸所生愛) · 의촉소생애(意觸所生愛)라고 하고 있다.
또한, 복수형 접미사 신(身)을 붙여서 안촉소생애신(眼觸所生愛身) · 이촉소생애신(耳觸所生愛身) · 비촉소생애신(鼻觸所生愛身) · 설촉소생애신(舌觸所生愛身) · 신촉소생애신(身觸所生愛身) · 의촉소생애신(意觸所生愛身)이라고도 한다.

## 출전
초기불교 경전인 《잡아함경》 제16권 제452경 〈촉경(觸經) ①〉에서 고타마 붓다는 갖가지 경계[界] 즉 18계(十八界)로부터 6촉신(六觸身)이 생겨나고, 6촉신으로부터 6수신(六受身)이 생겨나고, 6수신으로부터 6애신(六愛身)이 생겨나는 연기관계를 설하고 있다.
 如是我聞。　一時。佛住舍衛國祇樹給孤獨園。　爾時。世尊告諸比丘。緣種種界生種種觸。緣種種觸生種種受。緣種種受生種種愛。云何種種界。謂十八界。眼界．色界．眼識界。乃至意界．法界．意識界。是名種種界。　云何緣種種界生種種觸。乃至云何緣種種受生種種愛。謂緣眼界生眼觸。緣眼觸生眼觸生受。緣眼觸生受生眼觸生愛。耳．鼻．舌．身．意界緣生意觸。緣意觸生意觸生受。緣意觸生受生意觸生愛。　諸比丘。非緣種種愛生種種受。非緣種種受生種種觸。非緣種種觸生種種界。要緣種種界生種種觸。緣種種觸生種種受。緣種種受生種種愛。是名比丘緣種種界生種種觸。緣種種觸生種種受。緣種種受生種種愛。　佛說此經已。諸比丘聞佛所說。歡喜奉行。

 
이와 같이 나는 들었다.

어느 때 부처님께서 사위국 기수급고독원에 계셨다.

이 때 세존께서 모든 비구들에게 말씀하셨다.

갖가지 경계[界]를 인연하여 갖가지 접촉[觸]이 생기고, 갖가지 접촉[觸]을 인연하여 갖가지 느낌[受]이 생기며, 갖가지 느낌[受]을 인연하여 갖가지 애욕[愛]이 생기느니라. 어떤 것을 갖가지 경계[界]라고 하는가? 이른바 18계(十八界)로서 안계(眼界) · 색계(色界) · 안식계(眼識界) ……(내지)…… 의계(意界) · 법계(法界) · 의식계(意識界)이니, 이를 갖가지 경계[界]라고 하느니라.

어떤 것을 갖가지 경계[界]를 인연하여 갖가지 접촉[觸]이 생기며 ……(내지)……어떤 것을 갖가지 느낌[受]을 인연하여 갖가지 애욕[愛]이 생기는 것이라고 하는가?

이른바 안계(眼界)를 인연하여 안촉(眼觸)이 생기고, 안촉(眼觸)을 인연하여 안촉이 일으키는 느낌[眼觸生受]이 생기며, 안촉이 일으킨 느낌[眼觸生受]을 인연하여 안촉이 일으키는 애욕[眼觸生愛]이 생긴다. 이계(耳界) · 비계(鼻界) · 설계(舌界) · 신계(身界)도 마찬가지이며, 의계(意界)를 인연하여 의촉(意觸)이 생기고, 의촉(意觸)을 인연하여 의촉이 일으키는 느낌[意觸生受]이 생기며, 의촉이 일으킨 느낌[意觸生受]을 인연하여 의촉이 일으키는 애욕[意觸生愛]이 생기느니라.

비구들아, 갖가지 애욕[愛]을 인연하여 갖가지 느낌[受]이 생기는 것이 아니요, 갖가지 느낌[受]을 인연하여 갖가지 접촉[觸]이 생기는 것도 아니며, 갖가지 접촉[觸]을 인연하여 갖가지 경계[界]가 생기는 것도 아니니라. 반드시 갖가지 경계[界]를 인연해야 갖가지 접촉[觸]이 생기고, 갖가지 접촉[觸]을 인연해야 갖가지 느낌[受]이 생기며, 갖가지 느낌[受]을 인연해야 갖가지 애욕[愛]이 생기는 것이다.

이것을 비구들아, 갖가지 경계[界]를 인연하여 갖가지 접촉[觸]이 생기고, 갖가지 접촉[觸]을 인연하여 갖가지 느낌[受]이 생기며, 갖가지 느낌[受]을 인연하여 갖가지 애욕[愛]이 생기는 것이라고 하느니라.

부처님께서 이 경을 말씀하시자, 모든 비구들은 부처님의 말씀을 듣고 기뻐하며 받들어 행하였다.
 — 《잡아함경》 제16권 제452경 〈촉경(觸經) ①〉. 한문본 & 한글본

## 같이 보기
| - 육육법(六六法) - 6내입처(六內入處) - 6외입처(六外入處) - 6식신(六識身) - 6촉신(六觸身) - 6수신(六受身) - 6애신(六愛身) - 육육법(六六法) - 6식신(六識身) - 6촉신(六觸身) - 6수신(六受身) - 6상신(六想身) - 6사신(六思身) - 6애신(六愛身) - 3사화합(三事和合) - 촉(觸) - 6촉(六觸) 또는 6촉신(六觸身) - 유대촉(有對觸) - 증어촉(增語觸) - 명촉(明觸) - 무명촉(無明觸) - 비명비무명촉(非明非無明觸) - 수(受) 또는 수온(受蘊) - 3수(三受) - 5수(五受) - 6수(六受) 또는 6수신(六受身) - 상(想) 또는 상온(想蘊) - 3상(三想) - 6상(六想) 또는 6상신(六想身) - 사(思) 또는 행온(行蘊) - 6사(六思) 또는 6사신(六思身) - 애(愛) 또는 탐(貪) - 3계탐(三界貪) - 욕탐(欲貪) · 유탐(有貪) - 욕탐(欲貪) · 색탐(色貪) · 무색탐(無色貪) - 6애(六愛) 또는 6애신(六愛身) - 5주지번뇌(五住地煩惱) - 견일처주지(見一處住地) - 욕애주지(欲愛住地) - 색애주지(色愛住地) - 유애주지(有愛住地) - 무명주지(無明住地) - 전식득지(轉識得智) - 대원경지(大圓鏡智) - 평등성지(平等性智) - 묘관찰지(妙觀察智) - 성소작지(成所作智) | - 3도: 견도 · 수도 · 무학도 - 견도: 16심 · 고법지인 - 무학도: 34심 - 성문 수행계위: 4향4과 - 보살 수행계위: 52위 - 현관: 4제현관 · 6현관 - 유루 · 무루 - 번뇌 · 잡염 - 근본번뇌 · 수면 - 3근본번뇌 · 6수면 · 7수면 · 10수면 - 설일체유부의 98근본번뇌 - 견혹: 설일체유부의 88근본번뇌 - 수혹: 설일체유부의 10근본번뇌 - 대승불교 일반의 5주지번뇌와 번뇌장 · 소지장 - 유식유가행파의 번뇌장 · 소지장 - 유식유가행파의 128근본번뇌 - 견혹: 유식유가행파의 112근본번뇌 - 수혹: 유식유가행파의 16근본번뇌 - 수번뇌 - 8전 · 10전 · 6번뇌구 - 유부무기와 불선 - 유부무기 - 욕계의 번뇌의 일부 · 색계의 번뇌 · 무색계의 번뇌 - 4근본번뇌 (말나식의 4번뇌: 아치 · 아견 · 아만 · 아애) - 불선 · 악 - 욕계의 번뇌의 대다수 - 불선근 - 5악 · 10악 - 108번뇌 - 9결 - 5개 |

## 참고 문헌
- 곽철환 (2003). 《시공 불교사전》. 시공사 / 네이버 지식백과. |title=에 외부 링크가 있음 (도움말)
- 구나발타라(求那跋陀羅) 한역 (K.650, T.99). 《잡아함경》. 한글대장경 검색시스템 - 전자불전연구소 / 동국역경원. K.650(18-707), T.99(2-1). |title=에 외부 링크가 있음 (도움말)
- 세우 지음, 현장 한역, 송성수 번역 (K.949, T.1542). 《아비달마품류족론》. 한글대장경 검색시스템 - 전자불전연구소 / 동국역경원. K.949(25-149), T.1542(26-692). |title=에 외부 링크가 있음 (도움말)
- 세친 지음, 현장 한역, 권오민 번역 (K.955, T.1558). 《아비달마구사론》. 한글대장경 검색시스템 - 전자불전연구소 / 동국역경원. K.955(27-453), T.1558(29-1). |title=에 외부 링크가 있음 (도움말)
- 운허.  동국역경원 편집, 편집. 《불교 사전》. |title=에 외부 링크가 있음 (도움말)
- (중국어) 구나발타라(求那跋陀羅) 한역 (T.99). 《잡아함경(雜阿含經)》. 대정신수대장경. T2, No. 99, CBETA. |title=에 외부 링크가 있음 (도움말)
- (중국어) 세우 조, 현장 한역 (T.1542). 《아비달마품류족론(阿毘達磨品類足論)》. 대정신수대장경. T26, No. 1542, CBETA. |title=에 외부 링크가 있음 (도움말)
- (중국어) 星雲. 《佛光大辭典(불광대사전)》 3판. |title=에 외부 링크가 있음 (도움말)
- (중국어) 세친 조, 현장 한역 (T.1558). 《아비달마구사론(阿毘達磨俱舍論)》. 대정신수대장경. T29, No. 1558, CBETA. |title=에 외부 링크가 있음 (도움말)